# Sasa

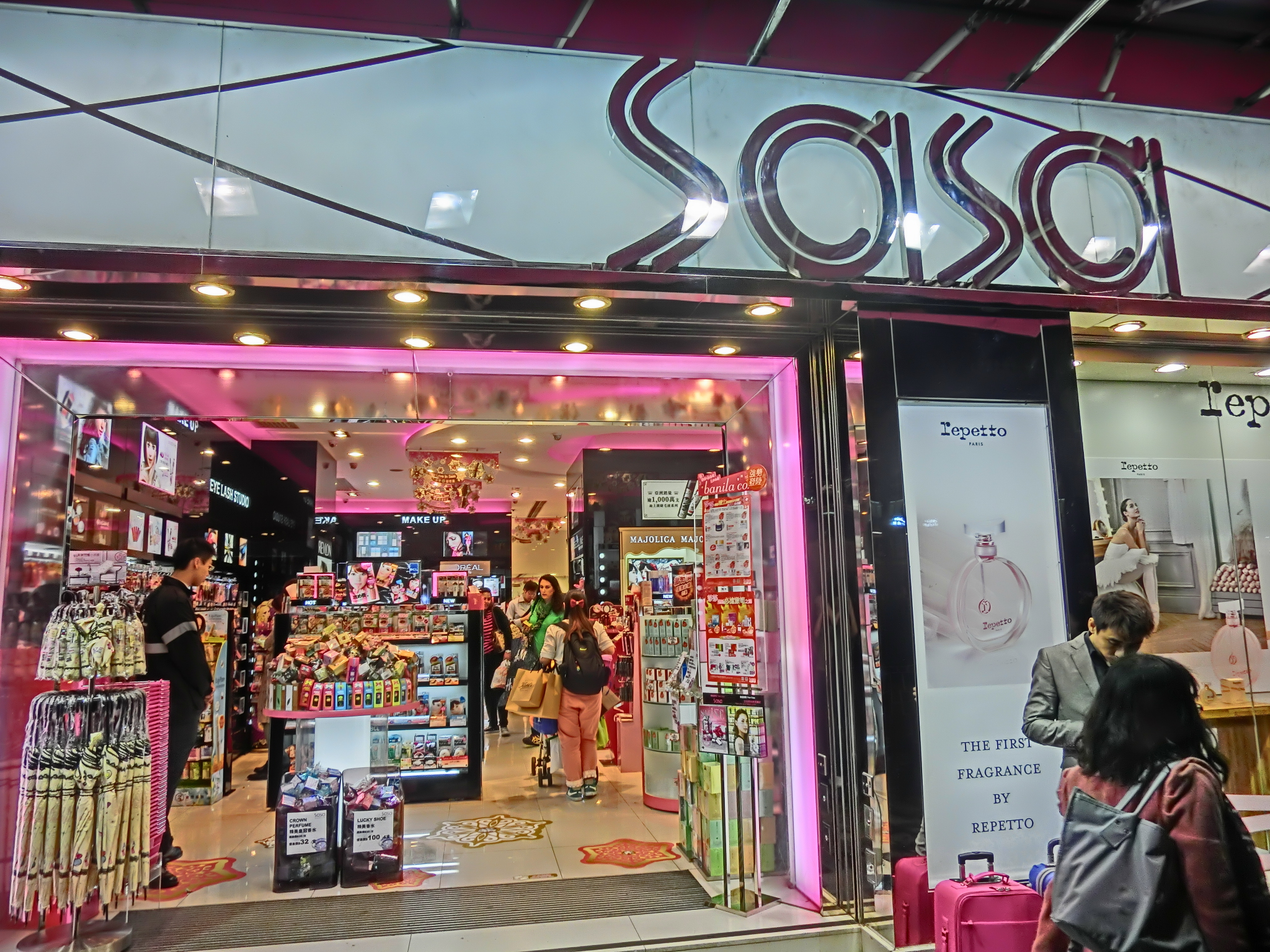
네이선 로드의 Sasa 가게

Sasa(중국어: 莎莎國際)는 홍콩의 화장품 가게 체인이다.